# Daniela Mercury

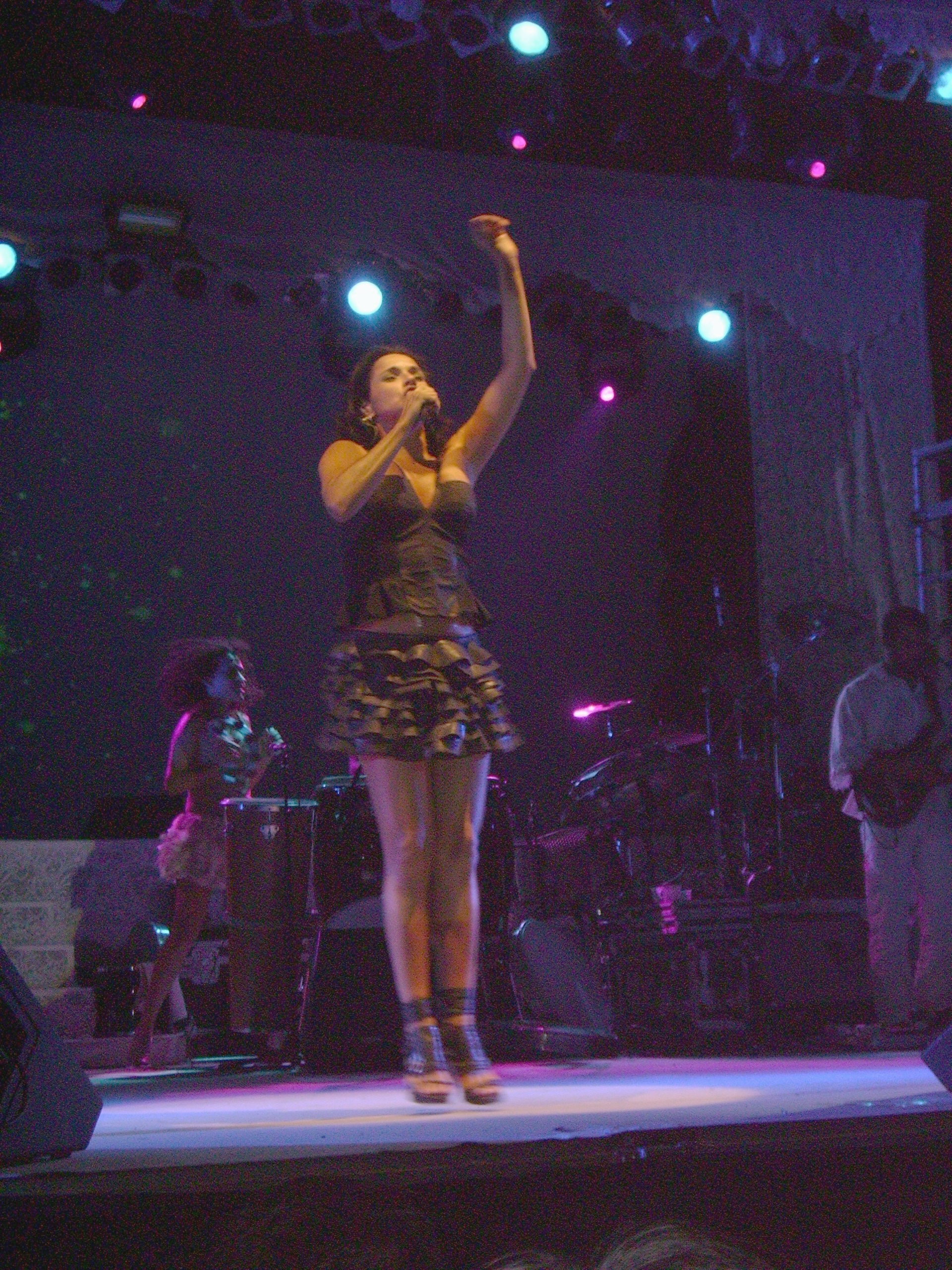
Daniela Mercury au Portugal, 2005.

Daniela Mercuri de Almeida Póvoas - de son nom de scène : Daniela Mercury - est une chanteuse brésilienne née le 28 juillet 1965 à Salvador, dans l'État de Bahia.

## Parcours
Issue d'une famille de la classe moyenne de Salvador, Daniela étudie au Colegio Baiano et obtient un diplôme de danse à la Faculté de danse de l'Université fédérale de Bahia (UFBa). À 16 ans, elle commence à chanter dans les bars un répertoire principalement inspiré par la Música Popular Brasileira (MPB) et en 1988, elle intègre le groupe de Gilberto Gil comme choriste. Elle fait partie des fondateurs du groupe Companhia Clic qui lui fera définitivement préférer le chant à la danse. En 1991, elle se lance dans une carrière solo et enregistre son premier disque. L'année suivante, son second album fait d'elle la reine de la musique axé, grâce au succès de la chanson Swing da Cor (Luciano Gomes). Ses concerts attirent les foules et elle participe tous les ans au carnaval de Salvador sur un trio elétrico, au milieu du public. Elle enregistre par la suite d'autres albums avec des musiques toujours dansantes et certaines inédites de compositeurs cachés de l'axé-music, comme Herbert Vianna. Parmi ses principaux succès : O Canto da Cidade (avec Tote Gira), À Primeira Vista (Chico César), Todo Canto Alegre et Rapunzel (toutes deux de Carlinhos Brown). Elle est également l'une des coachs de l'émission "The Voice Kids" au Portugal.

## Vie privée
Daniela Mercury est ouvertement lesbienne.

## Discographie

### Au sein du groupeCompanhia Clic
- 1988 : Companhia Clic
- 1989 : Companhia Clic 2

### Carrière solo
- 1991 : Daniela Mercury
- 1992 : O Canto da Cidade
- 1994 : Musica de Rua
- 1996 : Feijão com Arroz
- 1999 : Elétrica - Ao vivo
- 2000 : Sol da Liberdade
- 2001 : Sou de qualquer lugar
- 2003 : Elétrodomestico
- 2003 : MTV Ao Vivo - Eletrodoméstico
- 2004 : Carnaval Elétronico
- 2005 : Clássica
- 2005 : Balé Mulato
- 2006 : Balé Mulato - Ao vivo
- 2008 : Daniela MERCURY
- 2008 : DVD O canto da Cidade 15 ans
- 2009 : Canibalia
- 2013 : Daniela Mercury et Cabeça de Nós Todos
- 2015 : Vinil Virtual
- 2020 : Perfume